# Знойный июль
«Знойный июль» — советский художественный фильм 1965 года, первая полнометражная режиссёрская работа Виктора Трегубовича.

## Сюжет
Фильм рассказывает о председателе колхоза, реабилитированном после отбывания срока по доносу. О сложных взаимоотношениях его с бывшей женой. Он узнает о том, что агроном колхоза, молодая девушка, его дочь. О неприятном разговоре с человеком, который написал на него донос. Фильм о человеке, сильном духом.

## В ролях
- Алексей Глазырин — Захар Столетов
- Александр Борисов — Яков Макарович Дедюхин
- Лилия Гриценко — Людмила
- Нина Ургант — Варвара
- Валентина Телегина — Ниловна
- Лариса Буркова — Зоя
- Евгений Евстигнеев — следователь
- Ольга Волкова — колхозница